# 諸神的黃昏 (電影)
《路德维希》是一套1973年的意大利電影，由盧切諾·維斯康堤導演，電影講述了路德維希二世從18歲登基直至逝世的生與死之歷程。漢密·保加飾演路德維希二世，罗密·施奈德自《茜茜公主》後，時隔十六年再度於本片出演伊丽莎白皇后，是為特別之處。
這套電影在慕尼黑以及巴伐利亞的其他地區製作完成，包括：羅森島、施塔恩貝格、施塔恩贝格湖、海倫基姆湖宮、霍恩施萬高、林德霍夫宮、居維利埃劇院、寧芬堡宮、埃塔爾鎭、皇帝別墅和新天鵝堡。
維斯康堤在拍攝期間曾中風。

## 電影角色
- 漢密·保加（英语：Helmut Berger） 飾 路德維希二世
- 杜利華·侯活（英语：Trevor Howard） 飾 理察·華格納
- 施雲娜·曼簡奴 飾 柯西瑪·華格納（英语：Cosima Wagner）
- 翟·科比（英语：Gert Fröbe） 飾 霍夫曼神父
- 罗密·施奈德 飾 伊丽莎白皇后
- 漢密·格烈（英语：Helmut Griem） 飾 杜可涵伯爵
- 伊莎貝拉·德蕾欣絲卡（波兰语：Izabella Teleżyńska） 飾 王太后普魯士的瑪麗 (1825-1889)
- 翁貝托·歐西尼（英语：Umberto Orsini） 飾 霍恩施泰因伯爵（德语：Maximilian Karl Theodor von Holnstein）
- 約翰·莫德-布朗（英语：John Moulder-Brown） 飾 奧托王子
- 索妮亞·佩德羅芙娜（英语：Sonia Petrovna） 飾 蘇菲·夏洛特 (巴伐利亞)
- 佛克·博內（德语：Folker Bohnet） 飾 約瑟夫·凱因茨（英语：Josef Kainz）
- 海因茨·慕哥（英语：Heinz Moog） 飾 伯納德·馮·古登
- 亞德蓮娜·阿絲蒂（英语：Adriana Asti） 飾 莉拉·馮·布里沃絲琦
- 馬克·波叡（英语：Marc Porel） 飾 理查·霍尼
- 諾拉·瑞奇（英语：Nora Ricci） 飾 伊妲·翡冷茨（英语：Ida Ferenczy）
- 馬克·博恩斯（英语：Mark Burns (actor)） 飾 漢斯·馮·布洛（英语：Hans von Bülow）
- 莫里齊歐·博奴亞（英语：Maurizio Bonuglia） 飾 邁爾

## 外部連結
- 互联网电影数据库（IMDb）上《諸神的黃昏》的资料（英文）
- AllMovie上《諸神的黃昏》的资料（英文）
- 爛番茄上《諸神的黃昏》的資料（英文）
- 香港外語電影資料網上《諸神的黃昏》的資料 （繁體中文）
- 開眼電影網上《諸神的黃昏（页面存档备份，存于）》的資料 （繁體中文）
- 豆瓣上《諸神的黃昏（页面存档备份，存于）》的資料 （简体中文）